# Ciumași, Bacău
Ciumași este un sat în comuna Itești din județul Bacău, Moldova, România.

## Personalități locale
- Constantin Avram (1911 - 1987), inginer, membru corespondent al Academiei Române.